# ننسان
شهر نونسان (به کره‌ای: 논산시)؛ تلفظ در کره‌ای: [non.san]) شهری واقع در استان چونگچونگ جنوبی، کشور کره جنوبی قرار دارد. این شهر در مختصات ۳۶°۱۲′ شمالی ۱۲۷°۵′ شرقی / ۳۶٫۲۰۰°شمالی ۱۲۷٫۰۸۳°شرقی واقع شده است. گفته می‌شود ریشه نام‌های جغرافیایی نونسان از باغ کوچک «نولمه» گرفته شده است که در وسط مزارع کشاورزی سر بر آورده است، جایی که گفته می‌شود شالیزارهای برنج و کوه منعکس کننده ویژگی‌های جغرافیایی هستند. این شهر متعلق به منطقه کلان‌شهری ته‌جون است.